# Богё
Богё (дат. Bogø) — остров в Балтийском море, принадлежащий Дании.
Расположен в юго-восточной части страны. Занимает площадь 13,07 км². Население острова составляет 1182 человек (по данным на 1 января 2021). Самый крупный город острова, Богё Бю (дат. Bogø By).
Климат умеренный, морской, с мягкой неустойчивой зимой, прохладным летом и растянутыми переходными сезонами.

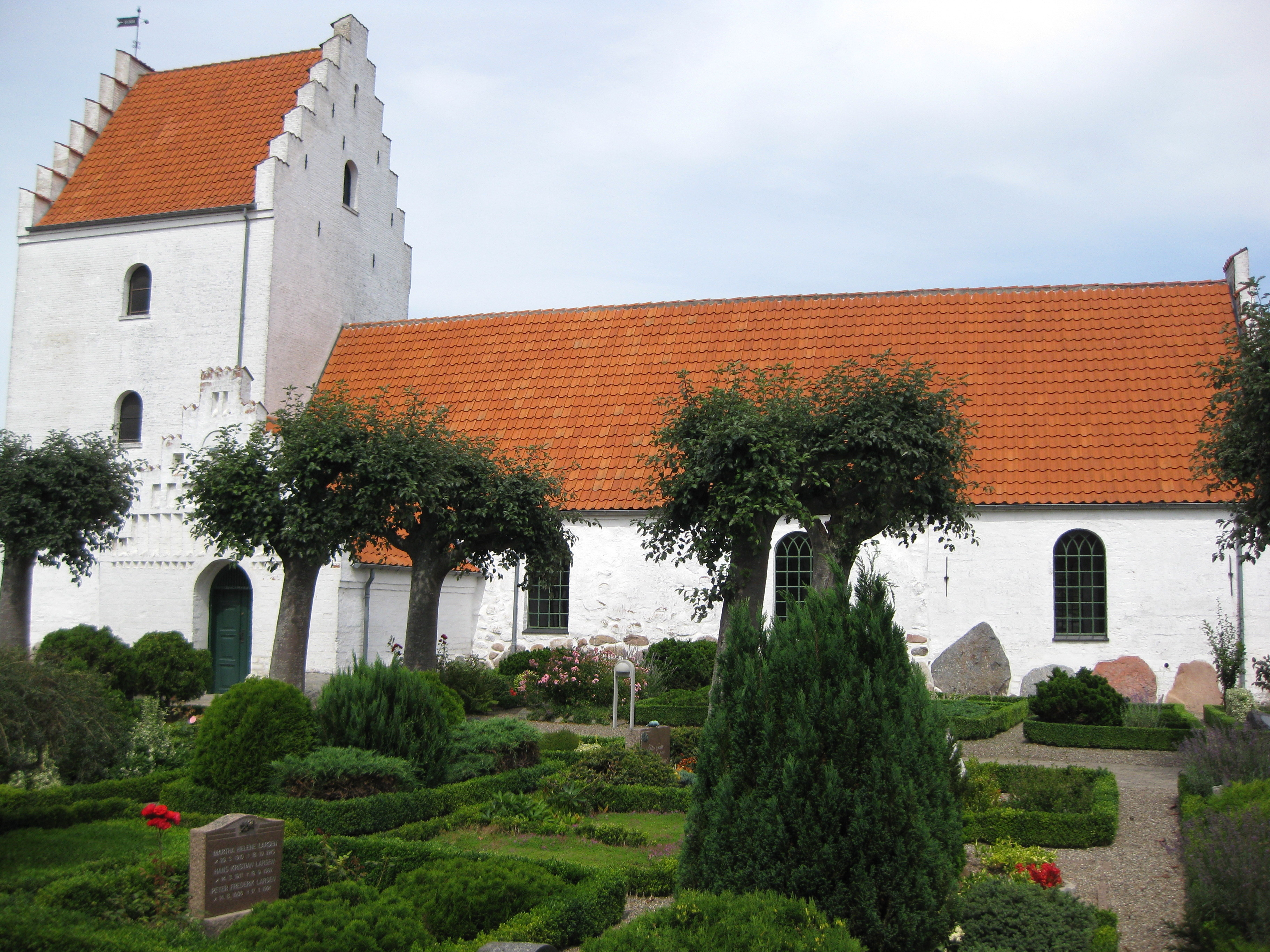
Церковь, Bogø Kirke